# Gare de Campagnac - Saint-Geniez
Gare de Campagnac - Saint-Geniez vasútállomás Franciaországban, Campagnac településen.

## Vasútvonalak
Az állomást az alábbi vasútvonalak érintik:
- Béziers-Neussargues-vasútvonal

## Kapcsolódó állomások
A vasútállomáshoz az alábbi állomások vannak a legközelebb:
- Gare de Sévérac-le-Château
- Gare de Banassac - La Canourgue